# Jinkalavaripalli, Srinivaspur
Jinkalavaripalli là một làng thuộc tehsil Srinivaspur, huyện Kolar, bang Karnataka, Ấn Độ.